# Esercizi di Kegel

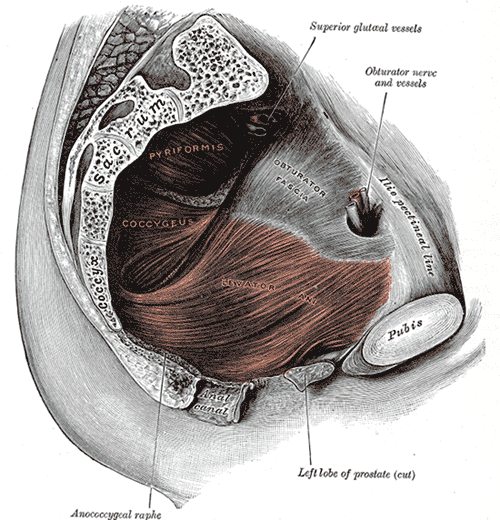
Musculus pubococcygeus (muscolo pelvico)

Gli esercizi di Kegel, conosciuti anche come esercizi del pavimento pelvico, consistono nel contrarre e rilassare ripetutamente i muscoli che fanno parte del pavimento pelvico, ora chiamati colloquialmente "muscoli di Kegel" dal nome del ginecologo ideatore, il dott. Arnold Kegel. Gli esercizi possono essere eseguiti più volte al giorno, per diversi minuti alla volta, ma richiedono da uno a tre mesi per iniziare ad avere effetto.
Questi esercizi vengono sovente prescritti in caso di incontinenza urinaria.

## Metodo
Gli esercizi di Kegel consistono nel contrarre e rilassare, secondo determinate modalità e sequenze, i muscoli pubococcigei, che si possono facilmente individuare sforzandosi di interrompere il flusso urinario durante la minzione (esercizio da utilizzare solo per identificare la muscolatura corretta; eseguirlo regolarmente potrebbe interferire con il normale svuotamento della vescica, con possibili conseguenze infettive). Una volta individuato il muscolo responsabile dell'interruzione del flusso dell'urina, si può continuare a esercitarlo anche in qualsiasi altra circostanza e momento della giornata, mediante ripetizioni più o meno frequenti e durature, con contrazioni più intense o più dolci, facendo brevi pause fra una contrazione e l'altra.

### Tecnica degli esercizi
La corretta tecnica di esecuzione degli esercizi di Kegel prevede:
1. Lo svuotamento iniziale della vescica;
2. Stringere i muscoli del pavimento pelvico e mantenerli contratti contando fino a 5;
3. Rilassare i muscoli completamente contando fino a 10 (il tempo di rilascio dovrebbe essere circa il doppio quello di contrazione);
4. Fare una serie di 10 esercizi, 3 volte al giorno (mattina, pomeriggio e notte).

È possibile fare questi esercizi in qualsiasi momento e in qualsiasi luogo. La maggior parte delle persone preferisce fare gli esercizi mentre sta sdraiato o seduto su una sedia. Dopo 4 - 6 settimane, la maggior parte delle persone nota un certo miglioramento; talvolta possono essere necessari fino a tre mesi prima di vedere un apprezzabile miglioramento.
Avvertenza: il sovra-esercizio va assolutamente evitato perché può invece provocare l'affaticamento muscolare e aumentare la perdita di urina come effetto indesiderato.
Una volta fatti nel modo corretto, gli esercizi di Kegel hanno mostrato di essere molto efficaci nel migliorare la continenza urinaria.
Tutti i muscoli perineali sono principalmente muscoli tonici e funzionano la maggior parte del tempo in tensione continua e variabile di intensità al variare della pressione intra-addominale, pelvica e rettale. Le variazioni di tensione possono essere anche repentine, ad esempio in caso di sforzi improvvisi, ma la caratteristica attività muscolare di tipo tonico permane. Un allenamento funzionale di questi muscoli dovrebbe quindi essere svolto in maniera tonica, con contrazioni isometriche molto prolungate, piuttosto che in maniera fasica, con contrazioni e rilassamento in brevi periodi. Il massimo dell'allenamento funzionale per i muscoli perineali si ottiene in quelle attività di durata prolungata e di sforzo moderato che impongono un aumento di tensione prolungato in questi muscoli e sono: la camminata, il jogging, la corsa, il nuoto e in generale tutte quelle attività che coinvolgono anche gli arti inferiori in maniera costante nella funzione di sostegno o propulsione. Al fine allenante, durante queste attività, la tensione nei muscoli perineali, può essere volontariamente accentuata.

### Dispositivi medici

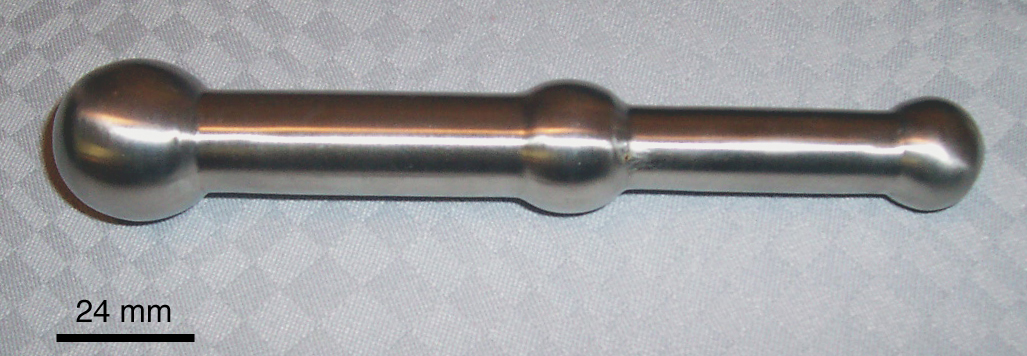
Bilanciere di Kegel

Di norma è possibile usare, su consiglio medico, degli attrezzi che facilitano la riabilitazione e il rafforzamento del muscolo pubococcigeo. Solitamente si usa l'attrezzo ginnico di Kegel che è un dispositivo medico. Ci sono tre tipi principali di attrezzi: bilancieri, molle, e bulbi di gomma.

#### Bilanciere
Il bilanciere è fatto di acciaio liscio e inossidabile, è di forma cilindrica, con un rigonfiamento arrotondato a ciascuna estremità. Di norma, pesa 454 g e misura 17,1 cm di lunghezza con un diametro di 2,5 cm nella parte più larga.

#### Coni vaginali di Plevnik
Esistono altri dispositivi in gomma o materie plastiche come i coni vaginali di Plevnik a pesi crescenti. Questi coni hanno un peso crescente da 20 a 100 g, si usano per esercitare i muscoli del pavimento pelvico a contrarsi ritmicamente in modo da aumentare il tono della muscolatura per meglio controllare le perdite involontarie di urina. La prima volta sono stati usati nel 1989 in una ricerca condotta su un gruppo di 39 pazienti in premenopausa affette da incontinenza da sforzo, che erano in attesa di intervento chirurgico correttivo.
L'efficacia degli esercizi nel ridurre la perdita urinaria è stato valutato con un test standard di misura delle urine perse su un assorbente prima e dopo 1 mese di allenamento. Delle 30 donne che hanno completato un mese di esercizi il 70% ha avuto la sensazione di essere migliorata o guarita e il 90% ha ritenuto questa essere una metodologia di trattamento accettabile. Delle 30 donne, solo 11 (il 37%) hanno preferito effettuare l'intervento chirurgico dopo l'allenamento con i coni. Lo studio ha dimostrato una correlazione altamente significativa tra la diminuzione delle perdite urinarie e l'aumento del peso del cono utilizzato.

#### Manometro di Kegel
Altri dispositivi medici vengono usati, questi permettono di effettuare una tecnica di tipo bio-feedback; avendo opportuni indicatori di pressione che permettono di ottenere un feedback visivo, tramite l'indicazione del livello di pressione esercitata dalle pareti della vagina. Il primo di questi strumenti è stato il manometro di Kegel o manometro perineale.

## Benefici
I benefici apportati dagli esercizi di Kegel sembrano essere molteplici. Essi riguardano in particolare, in campo medico, la cura e la prevenzione dell'incontinenza urinaria, in particolare per quanto riguarda le donne, che ne sono afflitte in seguito a gravidanze e parti naturali particolarmente traumatici; inoltre, in generale, l'uso di questi esercizi può contenere i rischi di prolasso degli organi pelvici, proprio mediante la fortificazione del pavimento muscolare che contiene e sostiene questi organi.
Per quanto riguarda più strettamente la sfera della sessualità, l'uso di questi esercizi consente di ottenere, sia per l'uomo sia per la donna, una maggiore consapevolezza rispetto al funzionamento del proprio apparato genitale e una maggiore capacità di controllare l'orgasmo, sia ritardandolo, in caso di problemi di eiaculazione precoce, sia facilitandone il raggiungimento. In realtà questi aspetti non trovano ancora un adeguato riscontro nella letteratura medica.
Inoltre, la donna che ha avuto un parto vaginale che ha provocato un eccessivo rilassamento o perdita di tono dei muscoli della vagina, può recuperarne la tonicità proprio attraverso questi esercizi.
Patricia B Neumann et al., della University of South Australia, Adelaide (Australia), in una ricerca di tipo metanalitico sostiene che c'è una forte evidenza dell'efficacia della terapia fisica per il trattamento di incontinenza urinaria da stress in donne, ma ulteriori studi di alta qualità sono necessari per valutare i programmi di trattamento ottimali e i protocolli di allenamento nei vari sottogruppi di donne e la loro efficacia nella pratica clinica.
In ogni caso in questa ricerca si evidenzia che il trattamento combinato con: allenamento dei muscoli pelvici (esercizi di Kegel) insieme al bio-feedback vaginale (con o senza stimolazione elettrica) o BES (biofeedback electrical stimulation) e i coni vaginali a pesi crescenti è la combinazione che dà migliori risultati, con tassi di guarigione fino al 73% e miglioramenti fino al 97%. Il trattamento rieducativo richiede tempi di almeno tre mesi, i miglioramenti si evidenziano maggiormente nelle donne giovani e di media età ma non nelle donne anziane.
Non è del tutto chiaro quale deve essere il protocollo di allenamento per tutte le situazioni cliniche, inoltre i protocolli di allenamento devono essere personalizzati in funzione della gravità dei sintomi iniziali. Il bio-feedback con o senza elettro-stimolazione può essere difficile da adottare nella pratica domiciliare. Infine non sono riportati eventi avversi a seguito di questa terapia riabilitativa.
Una Linea guida del 1996 della Agency for Health Care Policy and Research (AHCPR), conferma l'utilità di queste tecniche rieducative.

## Indicazioni cliniche
Gli esercizi di Kegel sono spesso chiamati in altro modo:
- Terapia fisica del pavimento pelvico
- Riabilitazione del pavimento pelvico
- Rieducazione dei muscoli pelvici
- Allenamento del pavimento pelvico

### Donna
Nella donna il principale e importante motivo clinico per ricorrere all'uso degli esercizi di Kegel è rappresentato dall'incontinenza urinaria.

#### Incontinenza urinaria

##### Vescica iperattiva
La vescica iperattiva o OAB (Overactive bladder) è causata da contrazioni involontarie del muscolo detrusore sia spontanee sia provocate durante il riempimento della vescica. Di solito sono elettivi i farmaci anticolinergici come l'ossibutinina, la tolterodina, il trospium cloruro, ecc.
In ogni caso le terapie riabilitative svolgono un ruolo estremamente importante nel trattamento conservativo dei pazienti con vescica iperattiva, molti studi hanno dimostrato la loro efficacia. Molti autori hanno utilizzato diversi metodi riabilitativi in modo eterogeneo: i migliori risultati sono stati ottenuti usando protocolli che richiedono l'uso contemporaneo di due o più tecniche contemporaneamente.

##### Incontinenza urinaria da stress
Le terapie comportamentali e gli esercizi di rinforzo dei muscoli del pavimento pelvico (esercizi di Kegel), da soli o con il bio-feedback rappresentano un'alternativa di primo livello valida rispetto alla chirurgia; altre opzioni prevedono: la stimolazione elettrica attraverso elettrodi ad ago o di superficie del nervo pudendo e il plesso pelvico, le terapie farmacologiche di vario tipo e i pessari vaginali.
Insieme agli esercizi di Kegel sono utili in prima istanza i coni vaginali di Plevnik e l'elettrostimolazione dei muscoli del pavimento delle pelvi, in seconda istanza la terapia farmacologica con (α-mimetici, antidepressivi triciclici, estrogeni e la duloxetina) e la terapia con pessari e con gli otturatori uretrali (tipo dispositivo medico) possono rappresentare un'ulteriore opzione di trattamento conservativo di forme di incontinenza urinaria da stress.
Ricerche indicano che nell'incontinenza urinaria da stress anche a distanza di 10 anni, i successi ottenuti inizialmente con gli esercizi di Kegel, si mantengono nel 66% dei casi.

##### Incontinenza di tipo misto
Valgono le considerazioni sovra esposte.

#### Prevenzione prolasso uterino
Il prolasso uterino insieme all'incontinenza vescicale e all'incontinenza fecale va ascritta al capitolo delle alterazioni patologiche del pavimento delle pelvi. Un'importante indagine condotta presso il Department of Obstetrics and Gynaecology and Department of Urology della canadese Queen's University di Kingston, dimostra, in modo quasi conclusivo che la prevenzione delle alterazioni patologiche post-partum del pavimento delle pelvi grazie agli esercizi di Kegel sono utili solamente nella prevenzione dell'incontinenza urinaria, mentre nella prevenzione del prolasso uterino e dell'incontinenza fecale i dati della letteratura sono ancora insufficienti.
Una più recente ricerca di tipo metanalitico della Cochrane Collaboration, però, ha concluso che: c'è un qualche dato incoraggiante circa il recupero funzionale dei muscoli delle pelvi, l'azione di un bravo medico fisioterapista in donne sintomatiche ambulatoriali, può ridurre la gravità del prolasso.

#### Rieducazione post partum
La rieducazione post partum è molto utile nella prevenzione dell'incontinenza urinaria, piuttosto che nella prevenzione del prolasso uterino e dell'incontinenza fecale.

#### Incontinenza fecale
L'incontinenza fecale insieme all'incontinenza vescicale e al prolasso uterino va ascritta al capitolo delle alterazioni patologiche del pavimento delle pelvi. Un'importante indagine condotta presso il Department of Obstetrics and Gynaecology and Department of Urology della canadese Queen's University di Kingston, dimostra, in modo quasi conclusivo che la prevenzione delle alterazioni patologiche post-partum del pavimento delle pelvi grazie agli esercizi di Kegel sono utili solamente nella prevenzione dell'incontinenza urinaria, mentre nella prevenzione dell'incontinenza fecale i dati della letteratura sono ancora insufficienti e così anche nella prevenzione del prolasso uterino.
L'incontinenza fecale è una complicanza sporadicamente frequente nel post partum per via vaginale di donne con nascituri di oltre i 4 kg e quando si realizza una lesione dello sfintere anale; mentre questa condizione non è correlata ai parti a basso rischio. La letteratura, in modo molto eterogeneo, indica una prevalenza che va dal 3 al 29%.
Non è chiaro se gli esercizi di Kegel abbiano un ruolo protettivo contro l'insorgenza di questa condizione. Nelle donne con incontinenza fecale di vecchia data il danno al muscolo elevatore dell'ano non può essere più recuperato funzionalmente con gli esercizi di Kegel.
La conoscenza delle conseguenze dovute all'episiotomia è nota solo nel 51,3% delle donne esaminate in uno studio statunitense del 2006, nello stesso studio solo il 46,1% delle donne conosce l'importanza dell'esecuzione degli esercizi di Kegel nel prevenire l'incontinenza urinaria e l'incontinenza fecale la neuropatia e cambiamento del calibro vaginale. Ciò suggerisce la necessità di una maggiore istruzione e consapevolezza da parte delle donne nei confronti del rischio di un basso tono muscolare del pavimento pelvico.
La terapia non chirurgica dell'incontinenza fecale prevede comunque gli esercizi di Kegel, insieme alle modificazioni dietetiche, la cura perianale della cute e la terapia con bio-feedback.

### Uomo
Gli esercizi di Kegel sono per la maggior parte svolti dalle donne, ma anche gli uomini li possono utilmente compiere.
Gli esercizi di Kegel sono impiegati per rafforzare il muscolo pubococcigeo e di altri muscoli del pavimento pelvico. Inoltre questi esercizi possono aiutare gli uomini ad avere un miglior controllo sull'eiaculazione. L'obiettivo, similmente all'esercizio femminile, è quello di aumentare il controllo della vescica, dell'intestino e della funzione sessuale.

#### Prostatectomia
Nel post-prostatectomia c'è spesso incontinenza urinaria, una meta-analisi di studi randomizzati controllati dalla Cochrane Collaboration ha rilevato che solo un ampio studio mostra dati favorevoli per la terapia riabilitativa delle pelvi, gli altri studi esaminati erano in conflitto con questo. L'analisi di altri interventi conservativi, come la stimolazione nervosa elettrica transcutanea e anale, la stimolazione elettrica, o combinazioni di questi interventi sono stati inconcludenti.

#### Incontinenza urinaria
L'incontinenza urinaria e le conseguenti perdite involontarie di urine è una problematica estremamente diffusa e molto invalidante la qualità di vita di chi ne soffre. Si stima, inoltre, che oltre il 25% degli ultra ottantenni ne soffra. Il trattamento iniziale prevede la rieducazione dei muscoli del pavimento pelvico; quando questi sono insufficienti è necessaria la chirurgia.

#### Disfunzioni sessuali
L'eiaculazione prematura è la più comune disfunzione sessuale nell'uomo.
I muscoli ischio e bulbocavernoso insieme ad altri muscoli del pavimento pelvico hanno un ruolo nell'inizio e mantenimento dell'erezione del pene. Inoltre questi muscoli possono giocare un ruolo nei processi fisiologici dell'eiaculazione. Studi hanno mostrato un vantaggio degli esercizi di Kegel nel trattamento delle disfunzioni erettili, della eiaculazione prematura e delle sindromi dolorose delle pelvi.
Gli esercizi di Kegel che sono stati usati soprattutto per il controllo dell'incontinenza delle vie urinarie negli uomini e nelle donne, solo di recente hanno trovato un'utilità nel trattamento dell'eiaculazione prematura. Essi hanno il vantaggio, rispetto alla terapia farmacologica, di non presentare effetti collaterali e inoltre i benefici sembrano essere di lungo periodo. Per individuare i muscoli coinvolti (pubococcigeo) occorre interrompere il flusso delle urine durante la minzione più volte finché non si è compreso qual è il muscolo interessato, oppure inserire un dito nell'ano e con il dito fingere di trattenere le urine.
Un piccolo studio condotto su 55 uomini conclude sostenendo che gli esercizi di Kegel possono essere considerati una prima linea di trattamento per gli uomini che necessitano di una risoluzione di lungo periodo della loro disfunzione erettile; inoltre, questa semplice terapia non ha effetti collaterali e può essere associata a qualunque terapia del trattamento della eiaculazione prematura, garantisce un'efficacia del 60% dopo 15 - 20 sessioni di esercizi.
Secondo andrologi dell'Ospedale San Paolo-Università degli studi di Milano la fisioterapia dei muscoli del pavimento pelvico può essere vantaggiosa in quei casi in cui è presente una disfunzione degli stessi muscoli.
Concludendo si può dire che gli studi fin qui prodotti sono modesti per numero a dispetto del ruolo che la terapia riabilitativa dei muscoli della pelvi può avere nel trattamento di diversi tipi di disfunzione sessuale dell'uomo.

#### Rieducazione post cateterismo urinario
Esiste una correlazione positiva tra la riabilitazione e la forza muscolare del pavimento pelvico.

### Pediatria
In un'esperienza condotta su 79 bambini con gli esercizi di Kegel si è avuta un'eliminazione, nel 60% dei bambini, del disturbo sia nel caso di un'enuresi notturna sia diurna. Verosimilmente per un miglior controllo del muscolo detrusore nei confronti di contrazioni involontarie. In uno studio del 2006 utilizzando la rieducazione dei muscoli pelvici insieme alla terapia con bio-feedback pelvico si è ottenuta una riduzione degli episodi di incontinenza e delle infezioni urinarie in soggetti di età compresa tra i 5,9 e i 12,6 anni.
Nel 1999 è stata usata una tecnica di bio-feedback associata a un videogame, insieme alla rieducazione pelvica (esercizi di Kegel), ottenendo risultati molto incoraggianti in soggetti maschi e femmine di età compresa tra i 5 e gli 11 anni su una varietà di sintomi, quali enuresi diurna e notturna, costipazione (stipsi) ed encopresi.
Nell'incontinenza pediatrica da risata (giggle) uno studio ha mostrato un miglioramento usando tecniche di bio-feedback associate alla rieducazione pelvica.